# Pulau Pieh
Pulau Pieh är en ö i Indonesien. Den ligger i provinsen Sumatera Barat, i den västra delen av landet, 1 000 km nordväst om huvudstaden Jakarta.